# 북구구민운동장
북구구민운동장(北區區民運動場, Bukgu Civic Stadium)은 대한민국 대구광역시에 있는 스포츠 시설이다. 인조잔디 필드 2면이 갖춰진 경기장이며, 2019년에 준공되었다.

## 참고 문헌
- “대구공공시설관리공단 체육시설 이용 안내”. 대구공공시설관리공단.
- 《2023 전국 공공체육시설 현황 (2022년 12월말 기준)》. 대한민국 문화체육관광부. 2024.